# 本当の恋
「本当の恋」（ほんとうのこい）は、日本の女性歌手、May J.の6枚目のシングルである。2014年9月10日発売。発売元はrhythm zone。
CD＋DVD、CDのみの2形態で販売された。May J. Family Official Shopおよびイベント・ライブ会場限定で当シングルのミュージックカードも発売され、ミュージックビデオ撮影時のオフショットや現在開催中のツアー写真を使ったカードが発売された。全部で6種類で、各カードに2014年10月からの2か月分のカレンダーが記載されている。
オリコンチャートではシングルで初めてトップ10入りを果たした。

## 収録曲

### CD
1. 本当の恋
  - TBS系列木曜ドラマ劇場『同窓生 〜人は、三度、恋をする〜』挿入歌
  - PVにはサッカー選手の内田篤人が出演している。この後内田はPV出演だけではなく、1か月に発売されたMay J.のアルバム『Imperfection』収録曲の「光のありか」で、松井五郎、May J.と共作で作詞に携わっている。
2. Sunshine Baby!
  - ヤマザキ「ランチパック」CMソング
3. 心の鍵
  - テレビ東京系アニメ『FAIRY TAIL』エンディングテーマ曲
4. つかのまの虹でも
5. 本当の恋 [Off Vocal]
6. Sunshine Baby! [Off Vocal]
7. 心の鍵 [Off Vocal]
8. つかのまの虹でも [Off Vocal]

### DVD
CD+DVDのみ収録
Special Movie
1. 本当の恋 -Episode 0-

Studio Acoustic Live
1. Eternally -Wedding ver.-
2. きみの唄
3. 夜空の雪 〜 TSUBASA [メドレー]
4. Lovin' you

2014.5.8 サントリーホール コンサート with N響メンバークインテット
1. ふるさと
2. I DREAMED A DREAM

特典映像(本当の恋【エピソード0】〜Making Movie〜)
1. Making of May J.
2. Making of 内田篤人